# Barbara Slowik Meisel

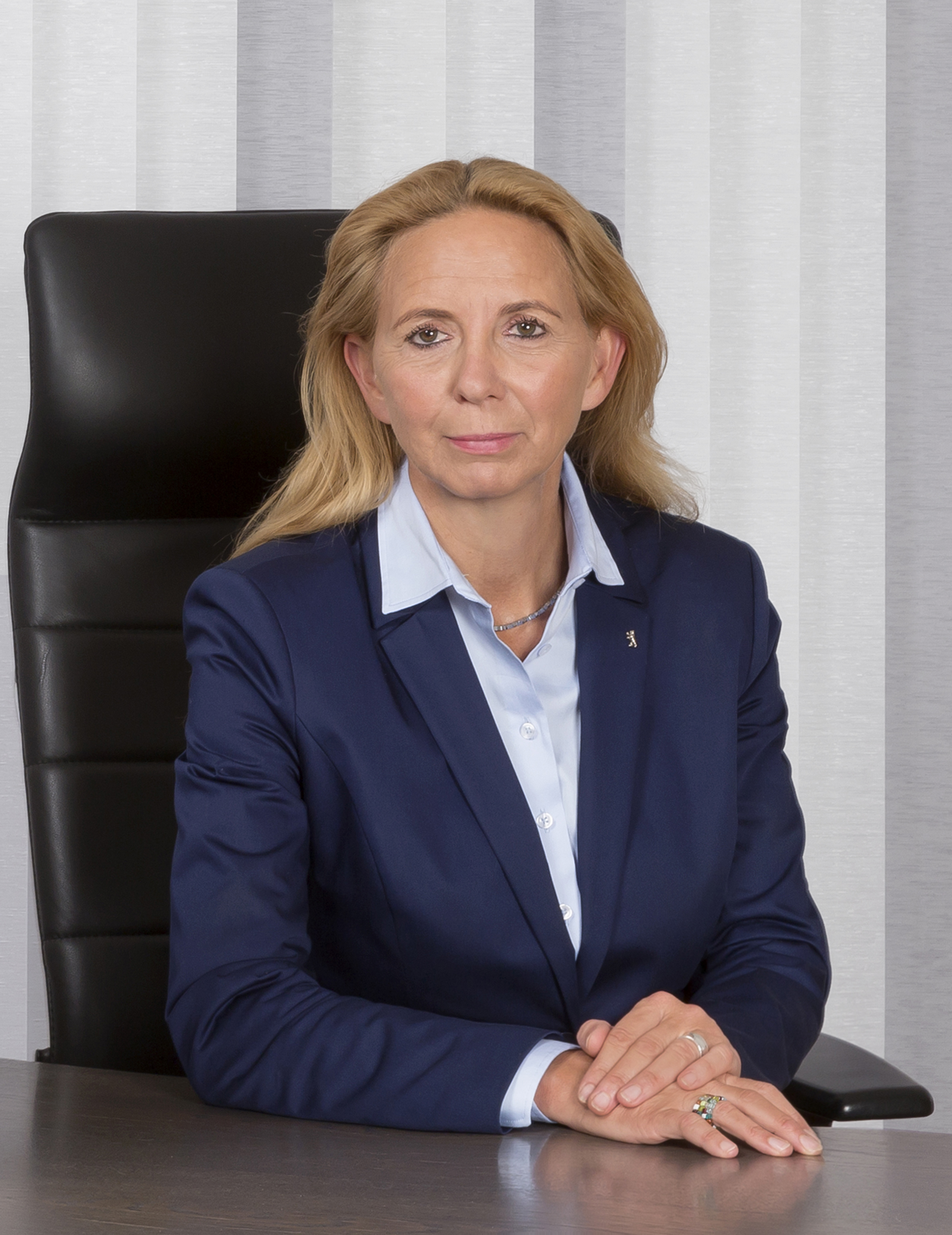
Barbara Slowik Meisel (2018)

Barbara Slowik Meisel (* 14. März 1966 in West-Berlin) ist eine deutsche Verwaltungsjuristin und politische Beamtin. Sie ist seit 2018 die Polizeipräsidentin in Berlin.

## Leben

### Ausbildung
Barbara Slowik Meisel wurde im West-Berliner Bezirk Zehlendorf geboren und besuchte von 1976 bis 1985 das Gymnasium Weingarten, studierte von 1985 bis 1990 Rechtswissenschaften an der Albert-Ludwigs-Universität Freiburg und legte das erste Staatsexamen 1990 ab. Anschließend absolvierte sie von 1991 bis 1994 das Referendariat am Landgericht Waldshut mit einer Station am Max-Planck-Institut für ausländisches und internationales Strafrecht und legte das zweite Staatsexamen 1994 ab.
Im März 2001 wurde sie mit einer Arbeit über die „Personalkostenkonsolidierung und Aufgabenkritik in der Landesverwaltung – Defizitanalyse und Ansätze zur Optimierung durch Subsidiäreffekte aus dem neuen Steuerungsmodell“ an der Universität Graz mit Auszeichnung zum Dr. promoviert.

### Laufbahn

#### Senatsverwaltung für Inneres
Slowik Meisel trat im Mai 1994 als Regierungsrätin zur Anstellung in den Dienst des Landes Berlin und war von Oktober 1995 bis Mai 1997 die Leiterin der Arbeitsgruppe „Juristische Grundsatzangelegenheiten“ in der Senatsverwaltung für Inneres. Dort übernahm sie ab Juni 1997 die stellvertretende Leitung der Personalagentur sowie die Leitung der Arbeitsgruppen „Vermittlung von Personalüberhang“ und „Prämienbegünstigtes Ausscheiden“. Danach leitete sie ab November 2000 den Bereich „Umsetzung des Bereichs Verwaltungsreformgrundsätzegesetzes, Personalmanagement, Qualitätsmanagement, Bürgerbeteiligung, Gesundheitsmanagement“ innerhalb der Abteilung Modernisierungsprojekte.
Daneben war sie von 1995 bis 1998 als Dozentin für alle Bücher des Bürgerlichen Rechts im Lehrbereich für Bürgerliches Recht der Fachhochschule für Verwaltung und Rechtspflege Berlin tätig.

#### Bundesministerium des Innern
Im Januar 2002 wechselte Slowik Meisel zunächst im Rahmen einer Abordnung zum Bundesministerium des Innern und war dort im Referat Besoldungsrecht der Abteilung D – Dienstrecht tätig. Sie wurde im Februar 2004 zum Bundesministerium versetzt und übernahm ab Oktober 2004 Aufgaben in der Arbeitsgruppe „Personal Geschäftsbereich inkl. Bundeskriminalamt, Bundesamt für Verfassungsschutz, Bundesamt für Migration und Flüchtlinge“ in der Zentralabteilung. Anschließend leitete sie ab September 2010 das Referat (ÖS II 1) für Grundsatz- und Rechtsangelegenheiten der Terrorismusbekämpfung. Gleichzeitig übernahm sie die Fachaufsicht über den Personen- und Objektschutz der Mitglieder der Bundesregierung sowie Auslandsvertretungen. Im Bundesministerium begleitete sie die Arbeit des Gemeinsamen Terrorismusabwehrzentrums.
Einen Namen machte sie sich vor allem durch die organisatorische Einrichtung und fachaufsichtliche Steuerung des Gemeinsamen Extremismus- und Terrorismusabwehrzentrums. Zudem war sie auch im Bereich der Deradikalisierung tätig und bewirkte die Einrichtung und den Aufbau der „Sicherheitspartnerschaft mit Muslimen“.
Zuletzt war Slowik Meisel von Juni 2014 bis April 2018 die Leiterin des Referates IT I 6 und für die IT-Steuerung des Geschäftsbereichs inkl. Bundeskriminalamt, Bundesamt für Verfassungsschutz, Bundespolizei, dessen Zuständigkeit sich auf sämtliche dem Bundesministerium nachgeordnete Behörden erstreckte, zuständig. Bis zum Ausscheiden aus dem Bundesministerium war sie Ministerialrätin.

#### Polizeipräsidentin in Berlin
Auf Vorschlag von Andreas Geisel, Berliner Senator für Inneres und Sport, wurde Barbara Slowik Meisel am 10. April 2018 zur Polizeipräsidentin in Berlin ernannt. Sie trat damit die Nachfolge von Klaus Kandt an, der das Amt bereits seit 2012 innehatte. Slowik Meisel löste den kommissarisch eingesetzten Direktionsleiter Michael Krömer ab, der am selben Tag, ebenfalls kommissarisch, auf den vakanten Posten des Vizepräsidenten wechselte. Sie ist die erste Frau im Amt des Polizeipräsidenten. Als Polizeipräsidentin schlug sie 2020 eine Kennzeichnungspflicht für Fahrräder vor. Während ihrer Amtszeit wurde die Behördenbezeichnung von „Der Polizeipräsident in Berlin“ zu „Polizei Berlin“ angepasst. Zudem wurde unter ihrer Führung die Polizei Berlin einer Umstrukturierung unterzogen. Dadurch wurde unter anderem die Zahl von sechs auf fünf örtliche Direktionen reduziert und eine neue Landespolizeidirektion zur Steuerung des täglichen Geschäfts sowie eine neue Brennpunkteinheit geschaffen.

### Persönliches
Barbara Slowik Meisel wurde im damaligen Berliner Bezirk Zehlendorf geboren, wuchs allerdings in einem kleinen Dorf bei Ravensburg auf. Da ihre Eltern eine Wohnung in Berlin hatten, in der sie oft gemeinsam die Ferien verbrachten, zog es Slowik Meisel nach dem Studium nach Berlin. So wie ihr Vater waren ihr Groß- und Urgroßvater ebenfalls als Verwaltungsjuristen in Berlin tätig.
Slowik Meisel, die in Berlin-Lichterfelde-Ost lebt, ist mit dem Diplom-Kaufmann Christian Meisel, Professor an der Hochschule Magdeburg-Stendal, verheiratet und hat einen Sohn (* 2000).